# Léo Cordeiro
 (juillet 2025).
Pour les articles homonymes, voir Cordeiro (homonymie).
Leonardo Cordeiro de Lima Silva né le 27 septembre 1995 à Espionsa en brésil, plus couramment appelé Léo Cordeiro, est un footballeur brésilien qui évolue au poste de milieu de terrain au FK Oural.

## Biographie
Le 6 juin 2019, Léo Cordeiro signe son premier contrat professionnel avec le Gil Vicente. Il fait ses débuts professionnels avec le club le 25 août 2019, lors d'un match de Primeira Liga face au S.C. Braga (1-1).
Le 2 août 2022, Léo Cordeiro signe au Mafra.
Le 7 juillet 2023, le CF Estrela da Amadora, récemment promu en Primeira Liga, annonce la signature de Léo Cordeiro.

### Vie privée
Léo Cordeiro est le frère du footballeur Leandrinho.